# American Comedy Award
Die American Comedy Awards wurden zunächst zwischen 1987 und 2001 jährlich für besondere Verdienste im Bereich Comedy verliehen. Die letzte Verleihungszeremonie wurde vom US-amerikanischen Fernsehsender Comedy Central ausgerichtet, der Sender entschloss sich daraufhin jedoch, eine eigene Veranstaltung ins Leben zu rufen. Dieser sogenannte Commie Award wurde allerdings nach nur einer einzigen Zeremonie im Jahre 2002 wieder eingestellt.
Seit dem Jahr 2014 führt NBC die Veranstaltung wieder fort.

## Kategorien (Auszug)
Die American Comedy Awards wurden unter anderem für folgende Kategorien vergeben:
- Lustigster weiblicher Darsteller in einer Fernsehsendung
- Lustigster männlicher Darsteller in einer Fernsehsendung
- Lustigster weiblicher Darsteller in einem Spielfilm
- Lustigster männlicher Darsteller in einem Spielfilm
- Lustigste Fernsehserie
- Lustigster Spielfilm
- Zuschauerpreis für Stand-Up Comedians – Weiblich
- Zuschauerpreis für Stand-Up Comedians – Männlich
- Preis für das Lebenswerk

## Preisträger (Auszug)
Als beste Darsteller wurden unter anderem ausgezeichnet:
- Robin Williams – 1987, 1988, 1994
- Woody Allen – 1987
- Bette Midler – 1987, 1988, 1989, 1996
- Lily Tomlin – 1987, 1992, 1994
- Tom Hanks – 1989, 1993, 1995
- Billy Crystal – 1990, 1992
- Meg Ryan – 1990, 1994
- Whoopi Goldberg – 1991, 1993

### Creative Achievement Award
Den Preis für besondere Leistungen im Bereich Comedy erhielten:
- 1987 – Norman Lear
- 1988 – Blake Edwards
- 1989 – Neil Simon
- 1990 – Garry Marshall
- 1991 – Carl Reiner
- 1992 – Penny Marshall
- 1993 – Billy Crystal
- 1994 – Mike Nichols
- 1995 – Rodney Dangerfield
- 1996 – James Burrows
- 1997 – Rob Reiner
- 1998 – Frank Oz
- 1999 – Barry Levinson

### Lifetime Achievement Award
Den Preis für das Lebenswerk erhielten:
- 1987 – Steve Allen, Woody Allen, Lucille Ball, Mel Brooks, Carol Burnett, Sid Caesar, Bette Midler, Mary Tyler Moore, Lily Tomlin
- 1988 – George Burns, Imogene Coca
- 1989 – Katharine Hepburn, Red Skelton
- 1990 – Art Carney, Betty White
- 1991 – Doris Day, Jack Lemmon
- 1992 – Johnny Carson, Phyllis Diller
- 1993 – Shirley MacLaine, Richard Pryor
- 1994 – Dick Van Dyke, Elaine May
- 1995 – Bob Hope, Audrey Meadows
- 1996 – Anne Bancroft, Milton Berle
- 1997 – Walter Matthau, Debbie Reynolds
- 1998 – Jerry Lewis
- 2000 – Steve Martin
- 2001 – George Carlin